# Trespassing
Trespassing – drugi studyjny album amerykańskiego piosenkarza Adama Lamberta, wydany w Stanach Zjednoczonych 15 maja 2012 roku. W pierwszym tygodniu sprzedaży album zadebiutował na 1. miejscu notowania Billboard 200 rozchodząc się w 78,000 egzemplarzy. Lambert jest pierwszym otwarcie homoseksualnym artystą w historii, który tego dokonał. Krążek osiągnął dobre wyniki sprzedaży na arenie międzynarodowej oraz spotkał się z pozytywnym przyjęciem ze strony większości krytyków muzycznych.

## Spis utworów
| #   | Tytuł | Czas |
| --- | --- | ---- |
| 1.  | "Trespassing" Autor: Adam Lambert, Pharrell Williams Producent: Pharrell Williams                                                                   | 3:29 |
| 2.  | "Cuckoo" Autor: Lambert, Oliver Goldstein, Bonnie McKee, Josh Abraham, Anne Preven Producent: Abraham, Oligee, U-Tern (add)                         | 3:02 |
| 3.  | "Shady" (featuring Nile Rodgers & Sam Sparro) Autor: Lambert, Lester Mendez, Sparro Producent: Mendez                                               | 3:00 |
| 4.  | "Never Close Our Eyes" Autor: Bruno Mars, Phillip Lawrence, Ari Levine, Lukasz Gottwald, Henry Walter Producent: Dr. Luke, Cirkut, The Smeezingtons | 4:08 |
| 5.  | "Kickin’ In" Autor: Lambert, P. Williams Producent: Pharrell                                                                                        | 3:16 |
| 6.  | "Naked Love" Autor:Benjamin Levin, Ammar Malik, Dan Omelio, Goldstein, Abraham Producent: Abraham, Oligee                                           | 3:22 |
| 7.  | "Pop That Lock" Autor: Lambert, Josh Crosby, Lesley Roy, Robert Marvin, Nate Campany Producent: Marvin, Crosby                                      | 3:14 |
| 8.  | "Better Than I Know Myself" Autor: Gottwald, Joshua Coleman, Claude Kelly, Walter Producent: Dr. Luke, Cirkut, Ammo                                 | 3:36 |
| 9.  | "Broken English" Autor: Lambert, Mendez, Sparro Producent: Mendez                                                                                   | 3:37 |
| 10. | "Underneath" Autor: Crosby, Catt Gravitt, Tom Shapiro, Lambert Producent: Crosby, Marvin                                                            | 4:08 |
| 11. | "Chokehold" Autor: Lambert, Goldstein, McKee, Abraham Producent: Abraham, Oligee                                                                    | 3:51 |
| 12. | "Outlaws of Love" Autor: Lambert, Rune Westberg, BC Jean Producent: Westberg                                                                        | 3:51 |

| Edycja Deluxe |
| --- |
| 13. „Runnin'” – Lambert, David Marshall, Fred Williams, Catt Gravitt, Marvin – 3:48 14. „Take Back” – Lambert, busbee – 3:12 15. „Nirvana” – Lambert, Abraham, Goldstein, Stephen Wrabel – 4:22 |

| Japońska edycja limitowana                                       |
| ---------------------------------------------------------------- |
| 16. „By the Rules” – Lambert, Blackmore, Manahan, Marston – 3:49 |

| Brytyjska edycja limitowana |
| --- |
| 16. „By the Rules” – Lambert, Virginia Blackmore, Aeon Manahan, Matt Marston – 3:49 17. „Map” – Lambert, McKee, Goldstein, Anne Preven – 3:46 |

## Notowania
| Lista (2012)                     | Najwyższa pozycja |
| -------------------------------- | ----------------- |
| Australian Albums Chart          | 10                |
| Austrian Albums Chart            | 28                |
| Belgian Albums Chart (Flanderia) | 64                |
| Belgian Albums Chart (Walonia)   | 132               |
| Brazil Albums Chart              | 8                 |
| Canadian Albums Chart            | 1                 |
| Czech Albums Chart               | 29                |
| Danish Albums Chart              | 10                |
| Dutch Albums Chart               | 30                |
| Finnish Albums Chart             | 2                 |
| German Albums Chart              | 28                |
| Hungarian Albums Chart           | 1                 |
| Japanese Albums Chart            | 15                |
| New Zealand Albums Chart         | 4                 |
| Norwegian Albums Chart           | 32                |
| Portuguese Albums Chart          | 19                |
| South Korean Albums Chart'       | 16                |
| Russian Albums Chart             | 13                |
| Swedish Albums Chart             | 20                |
| Swiss Albums Chart               | 35                |
| UK Albums Chart                  | 16                |
| U.S. Billboard 200               | 1                 |

| Chart (2012)           | Position |
| ---------------------- | -------- |
| Hungarian Albums Chart | 73       |
| US Billboard 200       | 188      |

## Historia wydania
| Kraj              | Data           | Format(y)                    | Wytwórnia                  |
| ----------------- | -------------- | ---------------------------- | -------------------------- |
| Finlandia         | 14 maja 2012   | digital download             | 19 Recordings, RCA Records |
| Stany Zjednoczone | 15 maja 2012   | CD, digital download         | 19 Recordings, RCA Records |
| Australia         | 18 maja 2012   | CD, digital download         | 19 Recordings, RCA Records |
| Austria           | 18 maja 2012   | CD, digital download         | 19 Recordings, RCA Records |
| Niemcy            | 18 maja 2012   | CD, digital download         | 19 Recordings, RCA Records |
| Szwajcaria        | 18 maja 2012   | CD, digital download         | 19 Recordings, RCA Records |
| Japonia           | 6 czerwca 2012 | CD, CD+DVD, digital download | 19 Recordings, RCA Records |
| Wielka Brytania   | 9 lipca 2012   | CD, digital download         | 19 Recordings, RCA Records |